# Каминети ди Сопра (Кремона)
Каминети ди Сопра је насеље у Италији у округу Кремона, региону Ломбардија.
Према процени из 2011. у насељу је живело 21 становника. Насеље се налази на надморској висини од 100 м.